# ガイル彗星
ガイル彗星 (英語: 34D/Gale) は、1927年6月7日にシドニーのウォルター・フレデリック・ゲイルが発見した太陽系の周期彗星である。
発見されたときの回帰ではヨハネスブルグ、喜望峰、アルジェなど一部地域でしか観測されず、アメリカ大陸やヨーロッパなどでは観測されなかった。
2度目の回帰は1938年と計算されていたが、ガイルは見つけられなかった。しかし、天文学者のLeland Cunninghamが再計算し、その年のうちに再発見した。1949年の回帰では観測されず、これ以降も観測されていないため、現在では見失われた彗星に分類されている。